# Додж (окръг, Джорджия)
Вижте пояснителната страница за други значения на Додж.
Окръг Додж (на английски: Dodge County) е окръг в щата Джорджия, Съединени американски щати. Площта му е 1303 km², а населението - 19 574 души. Административен център е град Ийстман.